# OK (Farin-Urlaub-Lied)
OK ist ein Lied des deutschen Rockmusikers Farin Urlaub. Das Stück ist die dritte Singleauskopplung aus seinem Debüt-Soloalbum Endlich Urlaub!

## Entstehung und Artwork
Geschrieben und produziert wurde das Lied von Farin Urlaub selbst. Die Abmischung erfolgte im Casa Pepe Studio in Javea, unter der Leitung von Uwe Hoffmann. Aufgenommen wurde das Lied im Berliner Sonnenstudio durch Hansjörg Wenzel und seinem Assistenten Thorsten Hub. Das Mastering tätigte Howie Weinberg von Masterdisk in New York City.
Auf dem schwarz-weiß gehaltenen Frontcover der Single ist – neben Künstlernamen und Liedtitel – Farin Urlaub zu sehen. Er steht, in schwarz gekleidet, mit ausgebreiteten Armen und Beinen, inmitten einer großen Halle und schreit in die Luft. Im Hintergrund ist ein Schrotthaufen zu sehen. Bei dem Cover handelt es sich um ein Gatefold-Cover. Die Fotografie tätigte der Berliner Joerg Grosse Geldermann. Das Artwork entstammt vom Leipziger Grafiker Schwarwel.

## Veröffentlichung und Promotion
Die Erstveröffentlichung von OK erfolgte als Teil von Farin Urlaubs ersten Soloalbum Endlich Urlaub! am 22. Oktober 2001. Am 4. Februar 2002 erschien das Lied als dritte Singleauskopplung des Debütalbums. Die Single erschien als Maxi-Single auf CD. In Deutschland erfolgte die Singleveröffentlichung durch Völker hört die Tonträger, einem Sublabel von Hot Action Records; in Österreich erschien sie durch das Musiklabel Motor Music. Der Vertrieb erfolgte durch Universal Music Publishing, verlegt wurde OK durch den PMS Musikverlag. Als B-Seiten enthält die Maxi-Single die Lieder Petze und Saudade sowie das Musikvideo zu OK. Die Lieder Petze und Saudade erschienen auf keinem Album und standen für unbestimmte Zeit zum kostenlosen Download auf Farin Urlaubs Homepage zur Verfügung. Das Lied erschien außerdem als Teil der Livealben Livealbum of Death (3. Februar 2006) und Danger! – Live (18. September 2015). Seit seiner Veröffentlichung ist das Lied ein regelmäßiger Bestandteil von Urlaubs Livekonzerten.

## Hintergrundinformation
Während eines Interviews mit dem FUZE Magazine im Jahr 2005 beschrieb die Redakteurin Jana Amedinck Endlich Urlaub! als „Egotrip des Ärzte-Gitarristen“. Urlaub bestätigte diese These und gab an, dass das Album auch nur Titel beinhalten sollte, die es nicht zu den Ärzten geschafft hätten, er aber der Meinung gewesen sei, dass sie zu schade seien, um sie wegzugeben. Bei OK hatte er jedoch erstmals das Gefühl: „Das würden die Ärzte überhaupt nicht nehmen, aber das macht mir total Spaß“. Das Lied habe auch bei Livekonzerten funktioniert, wobei ihm der Gedanke kam: „Wenn ich jetzt ein zweites Soloalbum mache, soll das mehr wie eine Band klingen“. Diese hatte er beim ersten Album noch nicht. Zusammen mit dem 2002 gegründeten Racing Team sollte das zweite Studioalbum Am Ende der Sonne mehr Richtung OK gehen, ohne es zu kopieren.

## Inhalt
Der Liedtext zu OK ist in deutscher Sprache verfasst. Bei dem Adjektiv „OK“ handelt es sich um die Abkürzung des englischsprachigen Begriffs „okay“ und lässt sich laut Duden mit „gut“ oder auch „in Ordnung“ übersetzen. Die Musik und der Text wurden eigens von Farin Urlaub selbst geschrieben beziehungsweise komponiert. Musikalisch bewegt sich das Lied im Bereich der Rockmusik, stilistisch in den Bereichen des Pop-Rocks und Punks. Das Tempo beträgt 95 Schläge pro Minute. Die Tonart ist G-Dur. Auf dem offiziellen Internetauftritt von Farin Urlaub wurde der Inhalt des Titels als: „konstruktiver Umgang mit negativen Gefühlen“ beschrieben.
Aufgebaut ist das Lied aus drei Strophen, einem Refrain und einer Bridge. Das Lied beginnt zunächst mit einem kurzen Instrumental, ehe erstmals nach etwa 20 Sekunden der Gesang mit der ersten Strophe einsetzt. An die erste Strophe schließt sich zum ersten Mal der Refrain an, der sich lediglich aus der sich wiederholenden Zeile: „Ich hasse dich“ zusammensetzt. Auf den Refrain folgt die zweite Strophe, an die sich diesmal die Bridge anstatt der Refrain anschließt. Nach der Bridge reiht sich direkt die dritte Strophe an, womit der textliche Teil abgeschlossen wird. Das Lied endet nach der dritten Strophe mit einem 70-sekündigen Instrumental.

## Musikvideo
Das Musikvideo zu OK ist überwiegend in dunkleren Farben gehalten und lässt sich in zwei Abschnitte unterteilen. Zum einen sieht man Farin Urlaub, der mit seiner Band das Lied aufführt. Die Band besteht dabei nur aus ihm selbst. Urlaub als Original ist dabei an der Gitarre zu sehen, mit schwarzen Haaren und Henriquatre-Bart spielt er Bass und mit seinen blonden, allerdings untypisch nach vorne gestylten Haaren, sieht man ihn am Schlagzeug. Gegen Ende des Videos zertrümmert er seine Gitarren. Eine andere Szene zeigt Urlaub, der mit einem Anzug bekleidet auf dem Weg zu einem Leichenschauhaus ist. Vor dem Gebäude, trägt er noch eine Rose in der Hand, die er jedoch auf dem Weg zum Eingang in seinen Händen zerdrückt. Im Gebäude selbst hat es den Anschein, dass er sich alleine in diesem befindet. Er durchläuft einen langen Flur, wobei er das Gefühl verspürt, das jemand hinter ihm ist, woraufhin er sich umdreht und umschaut. Während er den Gang entlang läuft sind schattenhafte Silhouetten um ihn herum zu sehen. Kurz darauf betritt er das Leichenschauhaus, wo er die Klappe 13 öffnet und sich die Leiche anschaut, womit die Szene auch endet. Die Gesamtlänge des Videos beträgt 4:19 Minuten. Regie führte, wie schon bei Glücklich, erneut Olaf Heine. Das Musikvideo zählt bis Dezember 2023 über fünf Millionen Aufrufe bei YouTube.

## Mitwirkende
| Liedproduktion - Uwe Hoffmann: Abmischung - Thorsten Hub: Tonmeister-Assistenz - Farin Urlaub: Gesang, Komponist, Liedtexter, Musikproduzent - Howie Weinberg: Mastering - Hansjörg Wenzel: Tonmeister Artwork - Joerg Grosse Geldermann: Fotograf (Cover) - Olaf Heine: Filmproduzent, Regisseur (Musikvideo) - Schwarwel: Artwork (Cover) | Unternehmen - Casa Pepe Studio: Tonstudio - Masterdisk: Tonstudio - Motor Music: Musiklabel - PMS Musikverlag: Musikverlag - Sonnenstudio: Tonstudio - Universal Music Publishing: Vertrieb - Völker hört die Tonträger: Musiklabel |

## Rezeption

### Rezensionen
Michael Schuh vom deutschsprachigen Online-Magazin laut.de vergab für das Album Endlich Urlaub! drei von fünf Sterne. Während seiner Kritik ist er der Meinung, dass OK „unmöglich“ in den „Ärzte-Kontext“ transferierbar sei. Schuh beschrieb Urlaub im „New-Metal-Outfit“. Den Hass des Verlassenen „brülle“ er über einen „rollenden“ Basslauf und „akzentuierte“ Drums. Das Rappen lasse er zwar sein und sein Gitarrensolo am Ende sei auch „sehr eklig“, aber Bela dürfte Augen machen.
Oliver Ding vom deutschsprachigen E-Zine Plattentests.de vergab sieben von zehn Punkte für Endlich Urlaub! und hob OK als eines von vier „Highlights“ des Albums hervor.

### Charts und Chartplatzierungen
OK erreichte in Deutschland Rang 32 der Singlecharts und konnte sich neun Wochen in den Top 100 platzieren. Für Farin Urlaub als Solointerpreten ist es nach Glücklich und Sumisu der dritte Charthit in Deutschland. Bis heute konnte sich keine Single von ihm länger in den deutschen Singlecharts platzieren (Porzellan ebenfalls neun Wochen); OK löste damit Glücklich mit seinen acht Chartwochen als erfolgreichster Dauerbrenner ab. In seiner Produzentenfunktion ist es sein 24. Charterfolg in Deutschland sowie sein 20. Charthit als Autor.